# 多気郡農業協同組合
多気郡農業協同組合（たきぐんのうぎょうきょうどうくみあい）は、三重県多気郡明和町に本店を置く農業協同組合。多気郡内3町（多気町、明和町、大台町）で事業を行う。1989年（平成元年）、多気郡内各町村にあった農業協同組合が合併して発足。
明和町の指定金融機関になっている。

## 沿革
- 1989年10月 - 多気郡内の6つの農業協同組合（明和町農協、多気町農協、勢和村農協、大台東部農協、大台町農協、宮川村農協）が合併して、多気郡農業協同組合が誕生。
- 1997年12月 - 食材センターが開業。
- 2000年4月 - シルバーセンターを開設。
- 2001年3月 - 奥伊勢シルバーセンターを開設。
- 2001年11月 - 奥伊勢営農センターを新設。
- 2002年4月 - 多気営農センターを新設。
- 2003年4月 - 明和営農センターを新設。センター内にファーマーズマーケット「スマイル」を開店。
- 2006年10月 - 「スマイル」をブライトガーデン明和に移転。
- 2007年8月 - セレモニーホール「虹のホール明和」を開設。

## 本支店

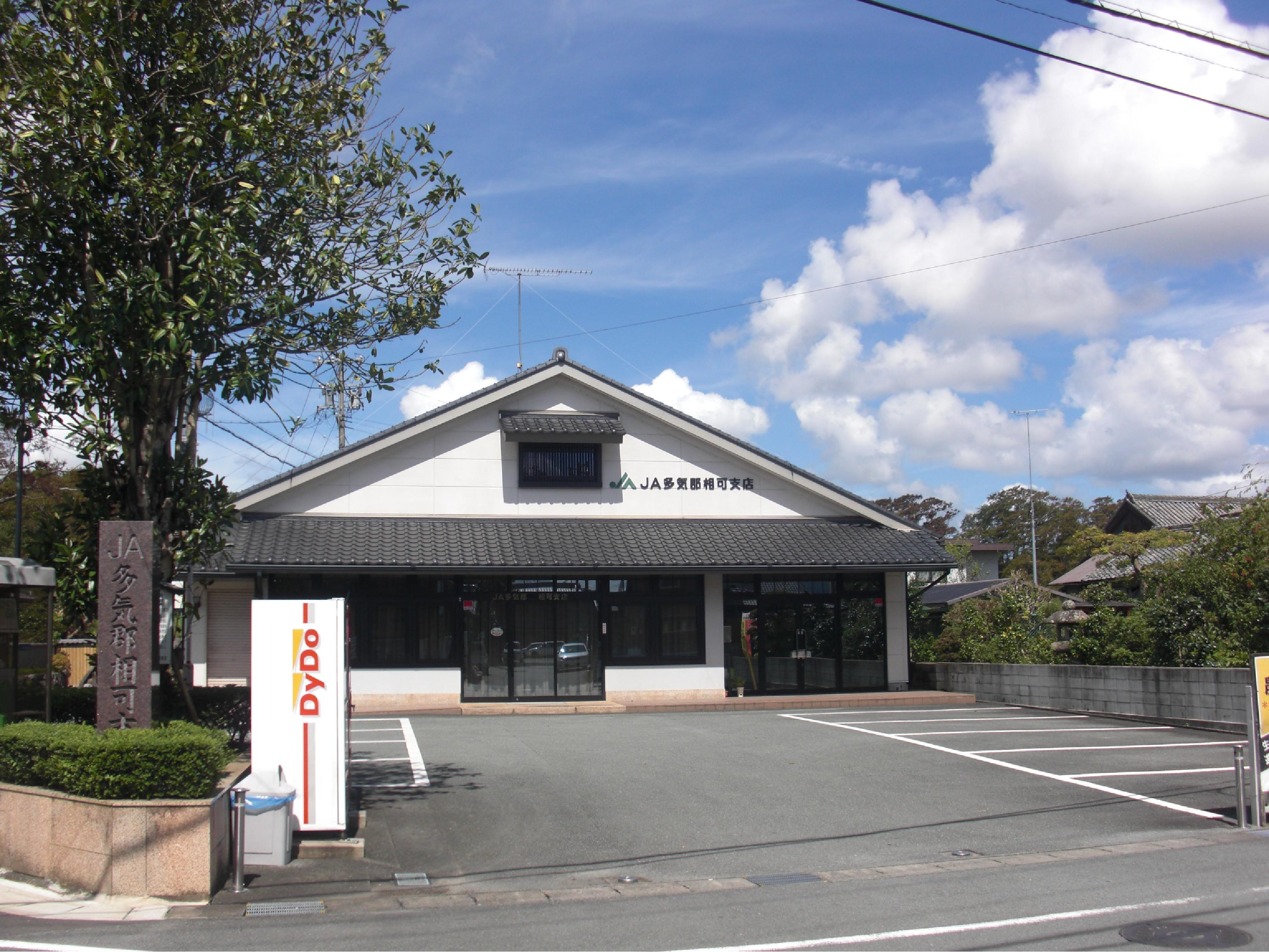
相可支店

- 明和町
  - 本店－明和町坂本1240-3
  - 上御糸支店
  - 下御糸支店
  - 斎宮支店
  - 大淀支店
  - 明星支店
  - 明和営農センター
- 多気町
  - 相可支店
  - 佐奈支店
  - 勢和支店
  - 多気営農センター
- 大台町
  - 大台東部支店
  - 大台支店
  - 宮川支店
  - 奥伊勢営農センター

## 主な事業

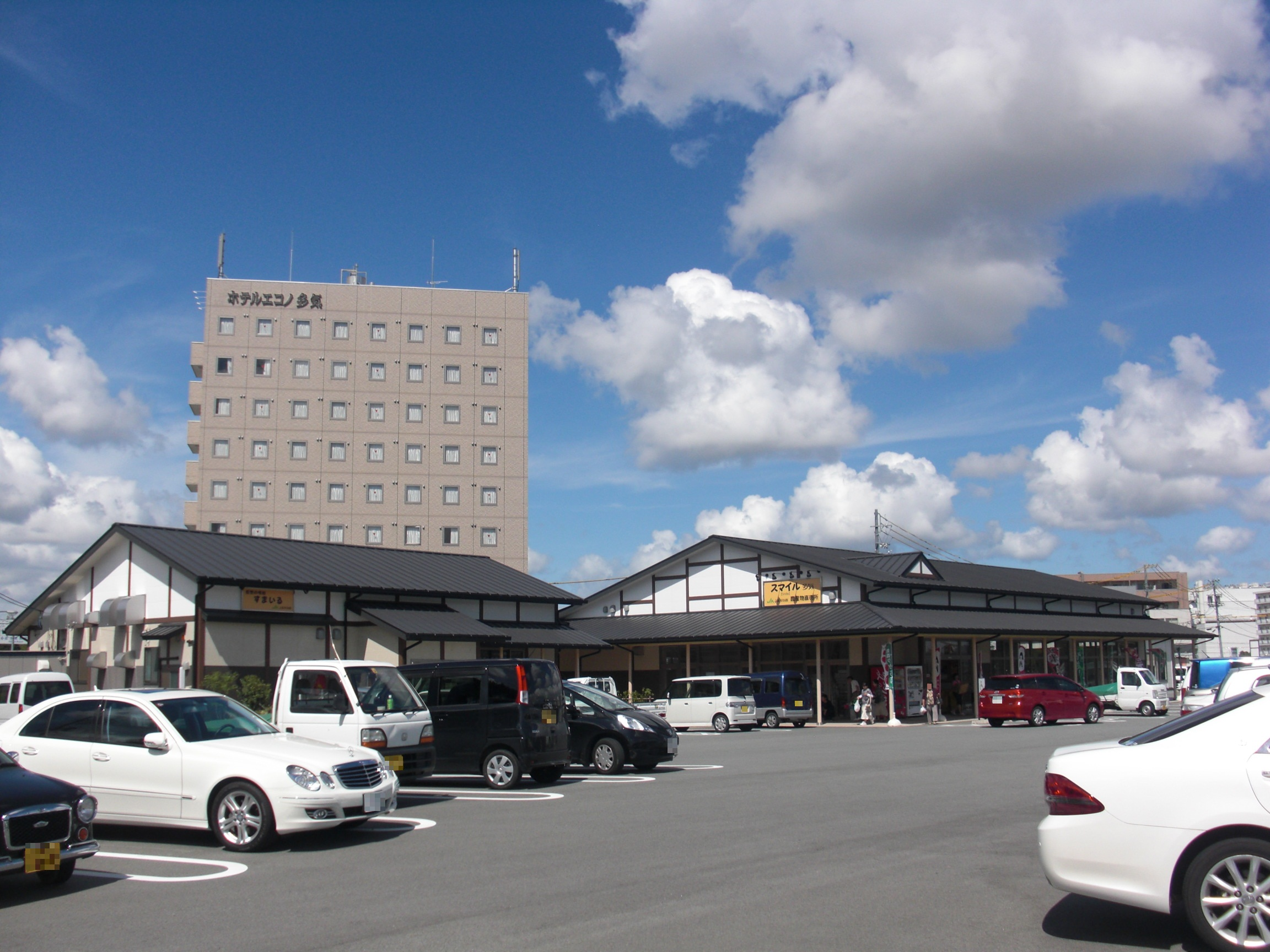
スマイル多気店

- コインランドリー「あらいっこ」－明和店、多気店、川添店の3店舗を経営。
- 給油所－明和、佐奈、勢和、真手の4つのスタンドを経営。
- 福祉事業－福祉用品の販売、レンタルを行う「シルバーセンター」と「シルバーセンター奥伊勢」を展開。
- 葬祭事業－自宅葬のほか、「虹のホール明和」での会館葬も行っている。

### ファーマーズマーケット「スマイル」
JA多気郡で生産された農産物を販売している。営業時間は9時30分から18時まで。1号店の明和店がイオン明和ショッピングセンター（現・イオンモール明和）近隣に、2号店の多気店が多気クリスタルタウン内にある。

## 主な生産品
- 米（ミエライス）
- 柿
- 茶（伊勢茶）
- 松阪牛